# Андрей Тотемский
Андрей Тотемский (июнь 1638, село Усть-Толшемское Tотемского уезда (ныне село Красное) — 10 октября 1673, Тотьма) — святой Русской православной церкви, Христа ради юродивый. Память совершается 10 (23) октября и в неделю 3-ю по Пятидесятнице — в Соборе Вологодских святых.

## Биография
Родился в крестьянской семье. Был крещён в честь Андрея Стратилата. От родителей получил религиозное воспитание, которое укрепилось в Усть-Толшемской сельской церкви. Следуя евангельским заповедям, оставил родительский дом и удалился в пустынные места. Когда вернулся, то не застал родителей в живых и навсегда покинул Усть-Толшемское.
Поселился в Галичском Воскресенском монастыре. По совету настоятеля монастыря Стефана принял подвиг юродства и стал ходить по окрестным городам и обителям для поклонения святыням. После этого вернулся в монастырь и жил там до смерти настоятеля Стефана.
Покинув монастырь, пришёл в Тотьму, где по ночам молился, а днём собирал подаяние. Юродство продолжалось 10 лет. Скончался в возрасте 35 лет, вероятно, истощив свой организм тяжестью поста.